# (9425) Marconcini
(9425) Marconcini est un astéroïde de la ceinture principale.

## Description
(9425) Marconcini est un astéroïde de la ceinture principale. Il fut découvert le 14 février 1996 à Cima Ekar par Maura Tombelli et Ulisse Munari. Il présente une orbite caractérisée par un demi-grand axe de 2,32 UA, une excentricité de 0,23 et une inclinaison de 9,2° par rapport à l'écliptique.